# Bragny-sur-Saône
Bragny-sur-Saône ist eine französische Gemeinde mit 677 Einwohnern (Stand 1. Januar 2022) im Département Saône-et-Loire in der Region Bourgogne-Franche-Comté (vor 2016 Bourgogne). Sie gehört zum Arrondissement Chalon-sur-Saône und zum Kanton Gergy.

## Geografie
Bragny-sur-Saône wird im Süden und Osten durch die Saône begrenzt und liegt etwa 20 Kilometer nordöstlich von Chalon-sur-Saône. Umgeben wird Bragny-sur-Saône von den Nachbargemeinden Saint-Martin-en-Gâtinois im Norden und Westen, Palleau im Norden, Écuelles im Nordosten, Charnay-lès-Chalon im Osten und Nordosten, Saunières im Osten, Les Bordes im Südosten, Verdun-Ciel im Süden und Südwesten sowie Allerey-sur-Saône im Westen und Nordwesten.

## Bevölkerungsentwicklung

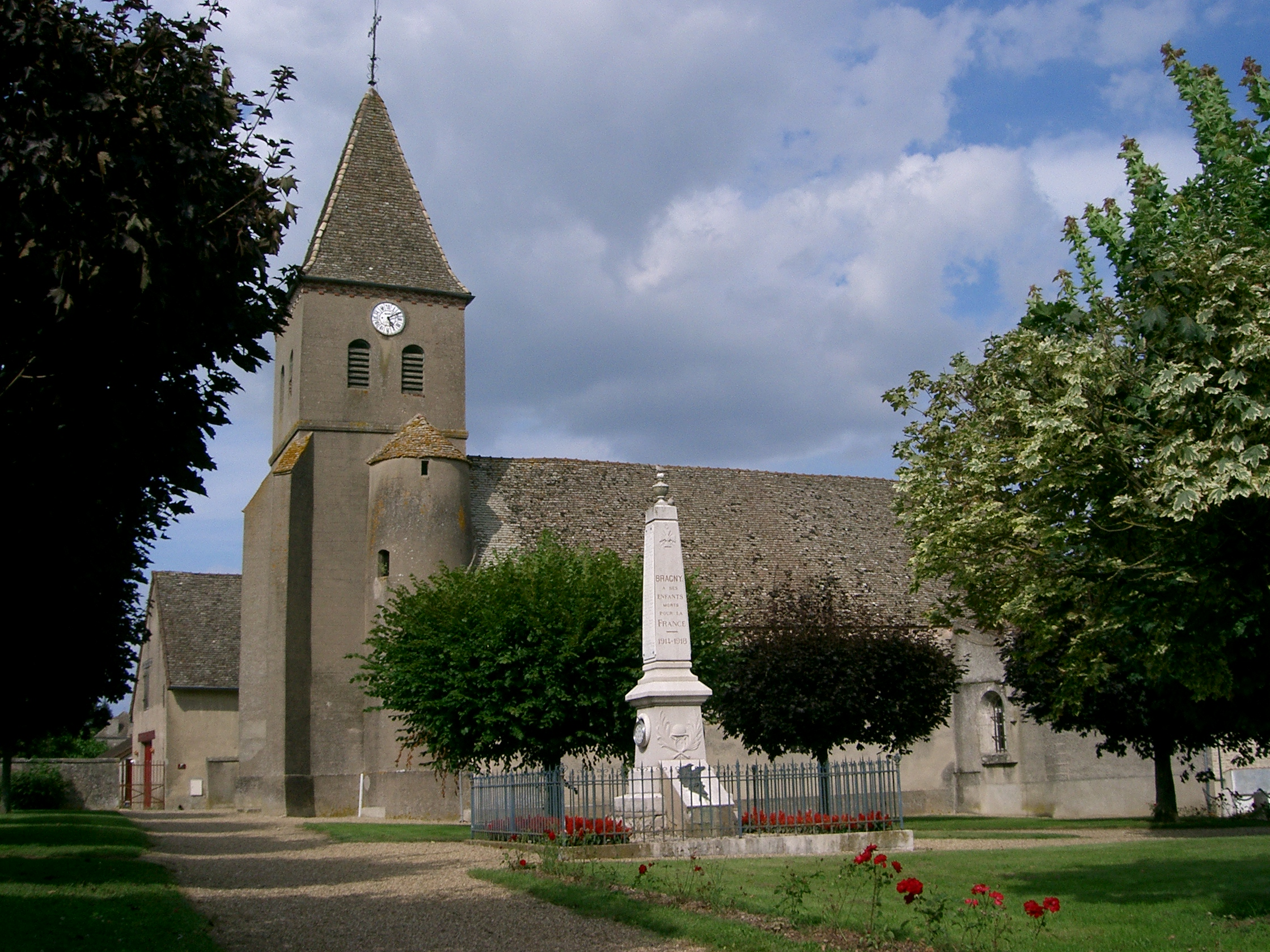
Kirche Saint-André

| Jahr                       | 1962 | 1968 | 1975 | 1982 | 1990 | 1999 | 2006 | 2018 |
| Einwohner                  | 436  | 452  | 422  | 447  | 467  | 464  | 560  | 659  |
| Quellen: Cassini und INSEE |      |      |      |      |      |      |      |      |

## Sehenswürdigkeiten
- Kirche Saint-André
- Burgruine Bragny, 1592 zerstört